# 第一胃
第一胃（だいいちい、こぶ胃、瘤胃: Rumen、ルーメン）とは、草食の反芻動物（牛など）の4つある胃のうち第一の胃を指す。
多くは最も大きい。

## 概要
第一胃を含む複数の胃袋は反芻動物特有の器官であり、その中でも第一胃（俗称ミノ）と第二胃（俗称ハチノス）は反芻において重要な器官になっている。そのため、この2つの胃を総合して反芻胃と呼ぶこともある。
反芻動物は飼料をほとんど咀嚼せずに胃の中に収める。その後、第一胃の内容物は胃の逆蠕動運動で口腔内に戻され、改めて咀嚼によりすり潰され、再び飲み込まれる。反芻胃へ飲み込まれ、すり潰された内容物の成分(セルロース・ヘミセルロース)は、古細菌、プロトゾア(原虫)、細菌などの共生微生物によって分解・発酵される。
牛の場合、反芻胃は全胃袋の容積の80%を占めており、成牛においての容積は約100リットルとなる。これだけの容積を持ち合わせていても胃内部において消化液などはあまり分泌されず、発酵のための胃袋であるということが窺える。 
最後の4番目の胃（俗称ギアラ）に達した共生微生物およびその分解生成物は、分泌される胃液（酸性）により消化され、栄養分となる。その栄養分は小腸へ送られ吸収され、動物のエネルギー源となる。

### 反芻しない草食動物
なお反芻しない草食動物は（馬、ウサギなど）、複数の胃袋を持たず、噛み砕かれた繊維質は胃・小腸を通過した後、結腸（盲腸など）にて共生微生物の助けを借り、同様にセルロースなどが分解され、消化吸収される。雑食性のブタもこれと同様。
ただし長鼻目（ゾウなど）は草食だが、機能は比較的弱い。